# Maison de Rosmadec
La maison de Rosmadec est une famille féodale française, originaire de Bretagne, où elle fut propriétaire de nombreux domaines. Elle eut de multiples charges et fonctions en Bretagne du XIIe siècle jusqu'à son extinction au XVIIIe siècle.

## Histoire
La maison de Rosmadec est originaire de Telgruc-sur-Mer (Finistère), où existait le château de Rosmadec.
Selon Jean-Baptiste Ogée, elle descendrait des comtes de Cornouaille.
Riwalen [Rivalon] 1er de Rosmadec, décédé vers 1234, seigneur de Rosmadec et vicomte du Faou, époux d'Eléonore de Léon, issue des rois de Bretagne, aida les moines à rebâtir l'Abbaye Saint-Guénolé de Landévennec en 1191 ; son fils Hervé de Rosmadec accompagna Pierre Ier de Bretagne en Terre sainte en 1238 ; Yves Éon de Rosmadec, petit-fils du précédent, né vers 1260 à Telgruc, présent dans l'ost rassemblée en 1294 à Ploërmel par le duc Jean II de Bretagne ; Guillaume de Rosmadec, petit-fils du précédent, né vers 1325, époux en premières noces de Marguerite du Chastel (fille de Tanguy Ier du Chastel) et en secondes noces de Marie de Cornouaille ; Bertrand de Rosmadec, fils de Guillaume de Rosmadec et de Marguerite du Chastel, fut évêque de Cornouaille entre 1416 et 1445, décédé le 7 février 1445.
Une autre branche de cette famille devint seigneur de Tyvarlen en Pont-Croix par le mariage de Jean de Rosmadec, fils de Guillaume de Rosmadec et de Marie de Cornouaille, en 1391 avec Alice de Tyvarlen et l'un de leurs descendants, Sébastien Ier de Rosmadec, obtint en 1608 la création du marquisat de Pont-Croix.

## Personnalités

### Militaires, marins et administrateurs
- Jean de Rosmadec ( -1425), seigneur de Tyvarlen (en Landudec), de Meillars, chambellan du duc Jean IV de Bretagne.
- Alain I de Rosmadec ( -1491), seigneur de Rosmadec, de Tyvarlen, de Pont-Croix, de Lespervez et de Pratheir, chambellan du duc de Bretagne.
- Alain II de Rosmadec ( -1572), époux de Jeanne du Chastel, vice-amiral de Bretagne, « qui conduisit avec succès sa flotte à La Rochelle pour le service du roi ». Il meurt en mer en 1572 de retour en Bretagne, et est enterré en grande solennité dans l'église Notre-Dame de Pont-Croix.
- Tanguy de Rosmadec (XVIe siècle), lieutenant général de Bretagne, député aux États de Bretagne, chevalier de l'Ordre du Roi, capitaine de 50 hommes d'armes de ses Ordonnances, et lieutenant du Roy en Bretagne. Il acquiert en 1536 le manoir de Kervernargant en Meilars pour l'annexer à son fief de Pont-Croix.
- Guillaume de Rosmadec (vers 1540-1608)[2], vicomte de Mayneuf (Saint-Didier), châtelain de Buhen (Plourhan), seigneur de Lantic, gouverneur de Vitré ; fondateur de la chapelle Notre-Dame-de-la-Cour (Lantic), dans laquelle se trouve son tombeau avec un gisant classé, œuvre de Roland Doré.
- François de Rosmadec (mort en 1627), comte de Chapelles, passé à la postérité pour avoir bravé les édits de Richelieu en se battant en duel et en servant de second à son cousin François de Montmorency-Bouteville). Condamné à mort, il est décapité en place de Grève à Paris le 22 juin 1627.
- Marc Hyacinthe de Rosmadec (vers 1635-1702), marquis de Rosmadec, chevalier de Tréguier, officier de marine et administrateur colonial.

Lignée de Sébastien de Rosmadec (mort en 1613)
- Sébastien I de Rosmadec (mort en 1613), baron de Molac, de Tyvarlen, de Pont-Croix, colonel général de l'infanterie, gouverneur du château de Dinan, maréchal de France, il se distingue pendant la huitième guerre de Religion (1585-1598) en combattant contre la Ligue ; il est considéré par le roi Henri IV « comme l'un des hommes les plus vaillants et les plus braves de son temps ». Il meurt le 14 septembre 1613 à Rennes. Pour ses funérailles, son corps « embaumé et mis en plomb », repose 40 jours en l'église des Carmes de Rennes puis est déposé dans un carrosse aux portes de la ville, dont le cortège, précédé de toute la Maison en deuil à cheval, se dirigea vers Pont-Croix, salué à tour de rôle par toutes les paroisses le long du parcours.
- Sébastien II de Rosmadec ( -1652), fils du précédent, marié le 1er mai 1616 avec Renée de Kerhoënt, également comte de Crozon et seigneur de Quéménet (le fief de Kéménet [Quéménet] comprenait alors les paroisses de Saint-Nic, Plomodiern, Ploéven, Plounevez et une partie de Locronan, ainsi que Penhars) ; il fut gouverneur de Quimper et de Dinan. Il fit construire le château de Kergournadech en Cléder.
- Sébastien III de Rosmadec (1658-1700), fils du précédent, lieutenant général de Bretagne et gouverneur de Nantes. Sa mort sans héritier en 1700 fit passer le marquisat aux mains de son cousin René-Alexis de Carcado[3].
- Sébastien IV de Rosmadec (né en 1658 et mort en 1700), fils du précédent, fut lui aussi gouverneur de Nantes ; il mourut sans postérité.

### Ecclésiastiques

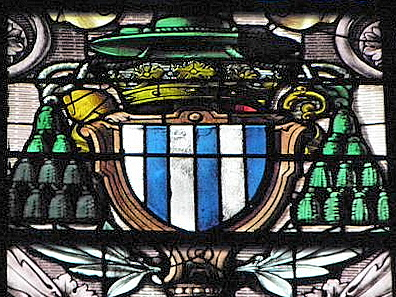
Église Saint-Pierre de Rennes,
armes d'Yves de Rosmadec,
Palé d’argent et d’azur

- Yves de Rosmadec ( -1349), évêque de Rennes de 1347 à 1349[4]
- Bertrand de Rosmadec (mort en 1445 en "odeur de sainteté"), aumonier du Duc Jean IV, évêque de Quimper en 1416. Il réédifie la cathédrale de Quimper. La postérité dit de lui qu'« il fit plus de bien lui tout seul à son église que la plupart de ses prédécesseurs ensemble ».
- Sébastien de Rosmadec (~1570 - 1646), évêque de Vannes reconnaissant officiellement en 1625 les apparitions de Sainte Anne à Yves Nicolazic, en célébrant au village de Ker Anna - devenant par la suite Sainte-Anne-d'Auray - la première messe du sanctuaire qui deviendra le principal lieu de pèlerinage de Bretagne.
- Charles de Rosmadec (1618-1672), évêque de Vannes, puis archevêque de Tours.

## Châteaux et demeures
- Hôtel de Rosmadec, rue de Sèvres à Paris (XVIIIe siècle)[5].
- Hôtel de Rosmadec, à Vannes (XVIIe siècle), sur lequel ont été érigées en 1612 les Halles des Lices.
- Hôtel Rosmadec de Nantes (1653) , bâtiment contigu à l'actuel Hôtel de ville de Nantes.
- Telgruc-sur-Mer : le château de Rosmadec, berceau de la famille, était déjà en ruine en 1644 (« En la paroisse de Telgruc, les ruines de l'ancien château font remarquer qu'il était composé de cinq tours, jointes par des corps de logis entourés de fossés larges et profonds et environnés de bois de haute futaie » écrit Marc de Vulson de La Colombière) ; de nos jours, il n'en subsiste aucune trace[6].
- Tyvarlen sur la commune de Landudec, érigé en marquisat en 1608.
- Manoir de Kervernargant en Meilars (1536-fin du XVIIIe siècle).
- Château du Plessis-Josso (XIVe siècle-fin du XVIIIe siècle), érigé en marquisat au XVIIe siècle.
- Lantic (XVIe siècle).
- Château de Bodinio à Clohars-Fouesnant au XVIIe siècle (ruiné par la suite en 1766 pour construire le Château de Cheffontaines).
- Château de Pirmil (1665-1702).
- Château de la Hunaudaye (fin du XVIe siècle-1783).
- La Chapelle-Caro (1505-1790).
- Pluguffan (cité comme fief du marquis Sébastien de Molac de Rosmadec (1658-1700).
- Quéménet (XVIe siècle), fief comprenant les paroisses de Saint-Nic, Plomodiern, Ploéven, Plounevez et une partie de Locronan, ainsi que Penhars.
- Saint-Didier (XVIe).
- Caudan avec les terres de Guernehué, la Villeneuve, Locoyern, le Scouhel, Trémélo.
- Château de Brignac (XVIIe siècle).
- Manoir de Lesnevé (1560-1640).
- Kerlutu et Bransquer, commune de Belz (XVIe- fin du XVIIIe).
- Autres fiefs l'Espinay, Kerlegan, Praderouaix, Kernicol, le Pont (XVIe siècle).
- Château de Goulaine[7](milieu du XVIIe-1786), avec le titre de marquis de Goulaine.
- Château du Loroux-Bottereau (milieu du XVIIe-1786).
- Gaël (à partir de 1626).
- Mauron (à partir de 1626).
- Manoir de Lesmadec à Peumerit (1541-1675).
- Manoir de Vauclair à Pléneuf-Val-André XVIIe-XVIIIe siècle.
- Château de Penhoat (XVIIe siècle).

## Titres
- Marquis de Rosmadec, Pont-Croix, du Plessis-Josso et de Goulaine.
- Comte de Crozon, de Chapelles.
- Vicomte de Mayneuf.
- Baron de Molac et de Tyvarlen.

## Armes
|  | Les armes de la famille, Palé d’argent et d’azur, ont été reprises par la ville de Telgruc-sur-Mer. |

## Odonymie
- Rue Bertrand de Rosmadec à Quimper.
- Rue de Rosmadec à Theix.
- Venelle de Rosmadec à Pont-Aven[8].
- Place Rosmadec à Le Loroux-Bottereau.